# Glenea mimoscalaris
Glenea mimoscalaris là một loài bọ cánh cứng trong họ Cerambycidae.